# Hvězdárna Žďár nad Sázavou
Hvězdárna ve Žďáru nad Sázavou je hvězdárna na západním okraji města Žďár nad Sázavou v Kraji Vysočina. Je centrem amatérské astronomie a od svého vzniku v 80. letech 20. století slouží nejen k pozorování vesmíru, ale také jako vzdělávací zařízení pro mladé nadšence astronomie a širokou veřejnost.

## Historie

### Předválečné začátky a František Hutař
Jedním z prvních průkopníků amatérské astronomie ve Žďáru nad Sázavou byl učitel František Hutař. Již před druhou světovou válkou organizoval veřejná pozorování hvězdné oblohy a svými výklady o tajemstvích vesmíru upoutával pozornost místních obyvatel. I když tehdy ještě neexistovala žádná hvězdárna, Hutař svým nadšením a znalostmi dokázal probudit zájem o astronomii. Bohužel, slibně se rozvíjející zájem o astronomii byl přerušen jeho tragickou smrtí. František Hutař zahynul 3. února 1942 v koncentračním táboru v Mauthausenu.

### Obnova zájmu v 50. a 70. letech
Po válce se zájem o astronomii ve Žďáru nad Sázavou obnovil až v roce 1959, kdy doktor Novák oživil astronomický kroužek. Jeho působení však trvalo pouze dva roky, což vedlo k dalšímu úpadku aktivity kroužku. Skutečný zlom nastal až v roce 1974, kdy se skupina nadšených astronomů rozhodla znovu oživit astronomický kroužek s dvěma hlavními cíli: výchovou mladých astronomů a výstavbou vlastní hvězdárny. Tím navázali na práci započatou Františkem Hutařem.

### Výstavba hvězdárny
Vedení kroužku od samého počátku úzce spolupracovalo s Městským národním výborem. Po pečlivé přípravě a zhodnocení vlastních sil požádali členové astronomického kroužku o zařazení stavby hvězdárny do akce „Z“. Jednalo se o neplacenou pracovní činnost obyvatel, která byla typická pro komunistický režim v Československu. I přes zamítnutí požadavku začali členové kroužku stavbu realizovat na vlastní pěst. V roce 1981 bylo vydáno stavební povolení a dokončena hrubá stavba. Konstrukce posuvné střechy byla vyrobena ve Žďárských strojírnách a slévárnách na přelomu roku 1981 a 1982. Stavba byla kolaudována 25. listopadu 1983 a slavnostní otevření hvězdárny proběhlo 7. května 1984.

## Vybavení

### První vybavení
O vybavení pozorovatelny se žďárští amatéři starali již při jejím budování. Sami si vyrobili nábytek a dva strojky na broušení zrcadel, které byly klíčové pro úpravu hlavního dalekohledu Newton 215/2100. Tento dalekohled se stal základním nástrojem pro pozorování vesmíru v prvních letech provozu hvězdárny.

### Modernizace a nové přístroje
V roce 1988 byl na hvězdárně uveden do provozu nový dalekohled typu Cassegrein 240/3540. Tento dalekohled má průměr 25 cm a ohniskovou vzdálenost 3,5 metru, což umožňuje podstatně kvalitnější a detailnější pozorování vesmíru. Dalekohled Cassegrein výrazně rozšířil možnosti hvězdárny a umožnil pozorování hlubokého vesmíru s vyšší přesností.

### Další vybavení a aktivity
Hvězdárna ve Žďáru nad Sázavou není jen místem pro pozorování hvězd. Její vybavení zahrnuje také různé přístroje pro astrofotografii a měření astronomických jevů. V průběhu let se zde konají pravidelná veřejná pozorování, přednášky a workshopy, které přitahují zájemce o astronomii všech věkových kategorií. Výchova mladých astronomů zůstává i nadále jedním z hlavních cílů hvězdárny, která pravidelně spolupracuje se školami a dalšími vzdělávacími institucemi.

## Závěr
Hvězdárna ve Žďáru nad Sázavou je důkazem toho, jak nadšení a úsilí místní komunity mohou vést k vytvoření významného vědeckého zařízení. Od prvních kroků Františka Hutaře před druhou světovou válkou až po moderní vybavení a aktivity hvězdárny v současnosti, je tento příběh o odhodlání a lásce k vědě inspirací pro budoucí generace astronomů.